# Hôtel Denon
Ne doit pas être confondu avec Musée Vivant-Denon.
L'hôtel Denon est un hôtel particulier situé à Chalon-sur-Saône, dans le département français de Saône-et-Loire et la région Bourgogne-Franche-Comté.

## Historique
Le bâtiment est aménagé par le père de Dominique Vivant Denon en 1759-1760, avec au premier étage un salon à l'italienne orné de stucs, de tableaux en dessus de portes d'après Boucher représentant les sciences et les arts.
Vers 1870 sont introduits un plafond peint, un mobilier néo-Louis XV, et la partie 18e siècle reçoit une cage d'escalier et un bâtiment.
Il est partiellement inscrit aux monuments historiques depuis le 22 février 2000 et partiellement classé depuis le 10 mars 2010. La totalité de l'hôtel est protégé.
Ne pas confondre ce bâtiment avec l'ancien hôtel Denon au no 8 rue Elzévir dans le 3e arrondissement à Paris.